# Манастир Рсовци
Манастир Рсовци припада Епархији нишкој Српске православне цркве. Налази се на десној страни пута Пирот—Височка Ржана, пред селом Рсовци у Пиротском округу.

## Историја и архитектура
Манастирска црква је посвећена Светом пророку Илији и подигнута је у другој половини 19. века, а обнављана и дограђивана 1936. и 1945. године. Због дотрајалости, црква је благословом тадашњег епископа нишког , покојног патријарха Иринеја, 2009. године срушена, а на њеном месту је подигнута нова.
Црква је правоугаоне основе, са двосливним кровом, прекривена црепом и нема фресака.